# Facultad de Medicina (Universidad Nacional Autónoma de México)
La Facultad de Medicina de la Universidad Nacional Autónoma de México (UNAM) es una dependencia de dicha universidad encargada de realizar investigación y docencia en medicina. Proporciona estudios de pregrado y posgrado. Esta es una de las facultades más reconocidas en la universidad y en el país.

## Historia
En 1528 inició su servicio profesional como el primer protomédico en la Nueva España Juan López, quien celosamente veló por el buen ejercicio y enseñanza de la medicina, la higiene y la salud pública.
La historia de la actual Facultad de Medicina se remonta a la creación de la Real y Pontificia Universidad de México, cuando Carlos I de España y V de Alemania, expidió una orden real para su creación el 21 de septiembre de 1551, en la cual se da el inicio de la enseñanza de la medicina en México donde el primer egresado fue otorgado en 1553 a Juan Blanco Alcázar.
En 1578, se aprobó la primera cátedra de Medicina y fue inaugurada el 7 de enero de 1579, veinticinco años después de haberse fundado la Real y Pontificia Universidad de México, cuando, por primera vez en el claustro universitario, se impartió la cátedra de medicina, siendo esta la más antigua del continente americano.
La segunda cátedra fue en 1599 y en 1621 se agregaron dos cátedras más, la de anatomía y cirugía. En 1638 fue creada la Facultad de Medicina. En 1646 se constituyó el tribunal Real Protomedicato, con la atribución de toma de decisiones sobre el programa académico, sus libros, exámenes, aprobación de licencias a los egresados y del buen ejercicio de la profesión en sus diferentes facetas. 
En 1768 se creó la Real Escuela de Cirugía y el anfiteatro anatómico. En 1779 fue instalado el Hospital de San Andrés. En 1806 se incluyó la cátedra de Clínica, que fue la última.
En 1821 hay cambios en la Real Pontifica Universidad de México y en 1833 se considera la fecha de nacimiento de la historia moderna de la Facultad de Medicina. con el doctor Valentín Gómez Farías quien estableció la Junta de Instrucción Pública y decretó la fundación del Establecimiento de Ciencias Médicas que en 1842 se convirtió en Escuela de Medicina. Tres años más tarde, por decreto presidencial, pasó a ser la Escuela Nacional de Medicina y once años después, por gestión del licenciado José Urbano Fonseca, la Escuela compró el edificio que había sido de la Santa Inquisición, actual Palacio de Medicina. 
El programa se fue enriqueciendo incluyendo materias como histología (1882), bacteriología, dermatología, oftalmología, enfermedades mentales y patología (1888).
En 1887 egresa Matilde Montoya la primera mujer mexicana en alcanzar el grado académico de médico.  
De la Escuela Nacional de Medicina surgen, desde 1903, los estudios formales de odontología que fraguarían en la Escuela y Facultad de Odontología y, En 1905 se trasladan al nuevo Hospital General y en 1906 se incorpora un nuevo plan de estudios marcando así una nueva directriz educacional, que incluye a la práctica clínica. 
En 1910 inauguran un Manicomio. a partir de 1911, se imparte la carrera de enfermería, de cuyo cuerpo docente surgiría, más adelante, la Escuela de Enfermería y Ande la Universidad Nacional Autónoma de México. Para el año de 1929 el entonces presidente Emilio Portes Gil concede la autonomía a la Universidad Nacional de México y la Escuela cambió temporalmente su denominación a Facultad de Ciencias Médicas.
En 1933se transforma de Escuela Nacional de Medicina a Facultad de Ciencias Médicas, incluyendo así Odontología, Obstetricia y enfermería. En 1936 se incorporó un semestre de servicio social.
En 1951 se incorporó estudios de posgrados en medicina. 
Se construyó nuevo edificio, y en 1954 después de noventa y ocho años de permanecer en el edificio de la Santa Inquisición, la Escuela Nacional de Medicina comenzó su traslado a Ciudad Universitaria. En los años noventa, fue aprobado el Plan Único de Estudios de la carrera de médico cirujano y en 1956 el Plan Único de Especialidades Médicas y la incorporación de la Licenciatura en Investigación Biomédica Básica. 
En 1960 se convirtió de Escuela en Facultad al existir estudios de posgrado. En 1990 de renueva el plan de estudios que ahora incluye Licenciatura en Investigación Biomédica.
El 7 de octubre de 2009, el H. Consejo Técnico aprobó las modificaciones al plan de estudios que fue implementado en el 2010.

## Misión
La Facultad de Medicina de la Universidad Nacional Autónoma de México es una institución pública que forma profesionales altamente calificados, éticos, críticos y humanistas, capaces de investigar y difundir el conocimiento para la solución de problemas en salud y otras áreas científicas en beneficio del ser humano y de la nación.

## Visión
Estar a la vanguardia para ejercer el liderazgo en educación, investigación y difusión en salud y otras áreas científicas en beneficio del ser humano y de la nación.

## Directores
| Director                               | Periodo           |
| -------------------------------------- | ----------------- |
| Casimiro Liceaga y Quezada             | 1833 - 1846       |
| José Ignacio Durán de Huerta y Gastelú | 1846 - 1868       |
| José María Vértiz                      | 1868              |
| Leopoldo Río de la Loza                | 1868 - 1872       |
| Ignacio Torres Padilla                 | 1872              |
| Leopoldo Río de la Loza                | 1872 - 1873       |
| Rafael Lucio y Nájera                  | 1873 - 1874       |
| Francisco Ortega y Villar              | 1874 - 1886       |
| Manuel Carmona y Valle                 | 1886 - 1902       |
| Eduardo Liceaga                        | 1902 - 1909       |
| José Ramón Icaza                       | 1909 - 1910       |
| Eduardo Liceaga                        | 1910 - 1911       |
| Fernando Zárraga                       | 1911 - 1912       |
| Rafael Caraza                          | 1912 - 1913       |
| Aureliano Urrutia                      | 1913 - 1914       |
| Julián Villarreal                      | 1914              |
| Ulises Valdés                          | 1914              |
| José de Jesús Sánchez                  | 1914 - 1915       |
| Ángel Hidalgo                          | 1915              |
| José León Martínez                     | 1915              |
| Nicolás Ramírez de Arellano            | 1915              |
| Rosendo Amor Esparza                   | 1916 - 1920       |
| Guillermo Parra                        | 1920 - 1923       |
| Manuel Gea González                    | 1923 - 1925       |
| Fernando Ocaranza Carmona              | 1925 - 1933       |
| Ignacio Chávez                         | 1933 - 1934       |
| Ernesto Ulrich                         | 1934              |
| Fernando Ocaranza Carmona              | 1934              |
| José Palacios Macedo                   | 1934 - 1935       |
| Gustavo Baz Prada                      | 1935 - 1938       |
| José Aguilar Álvarez                   | 1938 - 1942       |
| Gustavo Argil                          | 1942 - 1944       |
| Ignacio González Guzmán                | 1944 - 1946       |
| Salvador González Herrejón             | 1946 - 1951       |
| José Castro Villagrana                 | 1951 - 1954       |
| Raoul Fournier                         | 1954 - 1962       |
| Donato G. Alarcón Martínez             | 1963 - 1965       |
| Carlos Campillo Sáinz                  | 1966 - 1969       |
| Francisco Fernández del Castillo Campo | 1970 - 1971       |
| José Laguna García                     | 1971 - 1977       |
| Octavio Rivero Serrano                 | 1977 - 1981       |
| Carlos MacGregor Sánchez Navarro       | 1981 - 1983       |
| Fernando Cano Valle                    | 1983 - 1991       |
| Juan Ramón de la Fuente                | 1991 - 1994       |
| Alejandro Cravioto                     | 1995 - 2003       |
| José Narro Robles                      | 2003 - 2015       |
| Enrique Graue Wiechers                 | 2008 - 2015       |
| Germán Fajardo Dolci                   | 2016 - 2024       |
| Ana Carolina Sepúlveda Vildósola       | 2024 - actualidad |

## Campus

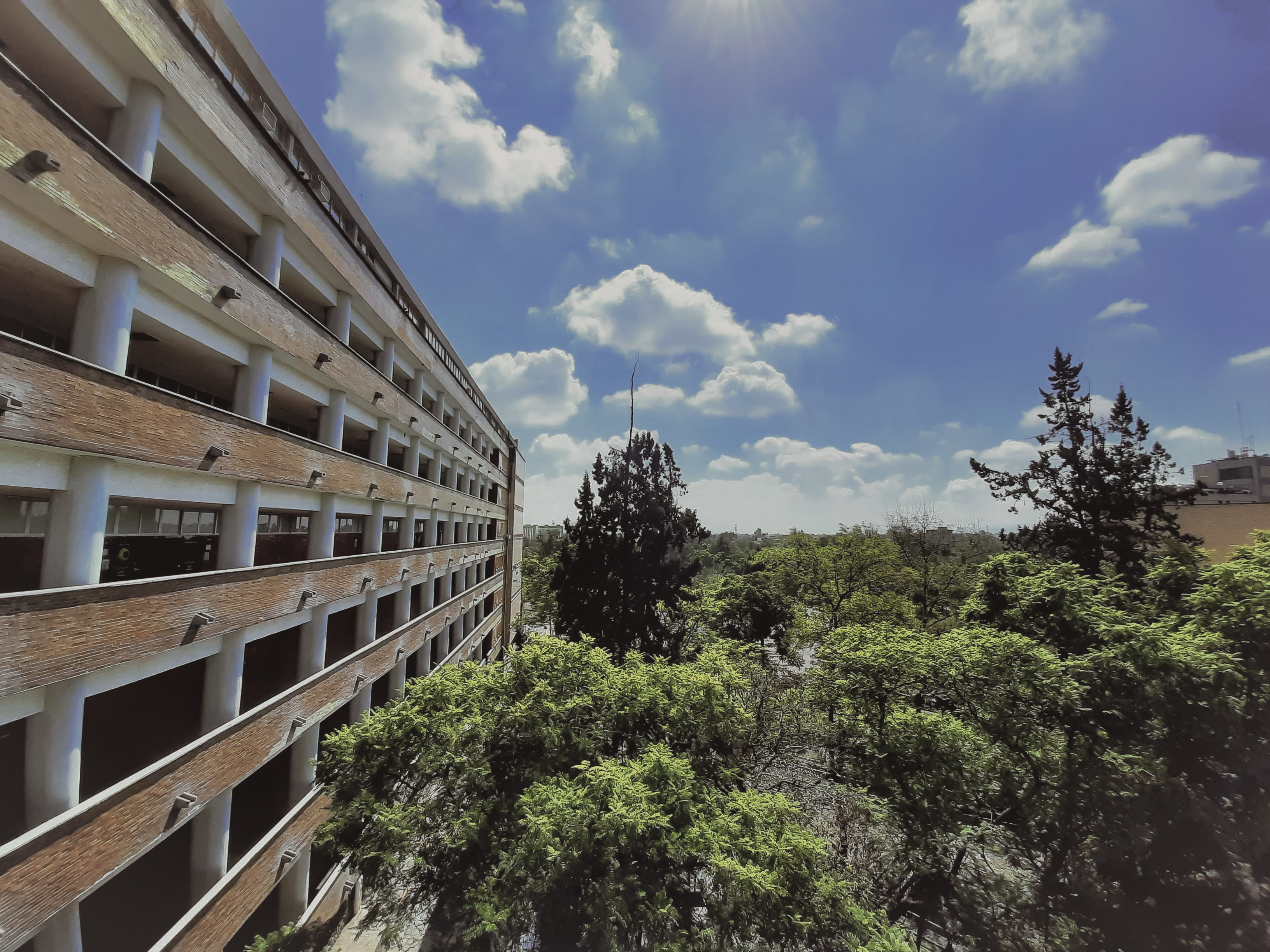
Vista al oriente de la Facultad de Medicina de la UNAM desde "Las Rampas"

La Facultad forma parte del circuito universitario en Ciudad Universitaria que en el 2007 fue declarado Patrimonio de la Humanidad por la Unesco, consiste en un complejo principal, dividido en varios edificios dentro del Campus Universitario y algunos anexos como el área de Salud Mental de la institución. Adicionalmente se encuentran aulas o espacios univeristarios en varios hospitales del área metropolitana de la Ciudad de México que sirven a los estudiantes de pregrado en sus ciclos clínicos, destacando el anexo que se encuentran en el Hospital General de México, sede del Departamento de Medicina Experimental.
La Facultad también tiene una sede en la Torre de Vinculación y Gestión Universitaria, Tlatelolco. Av. Ricardo Flores Magón #1 pisos 3,4,5 y 8. Col. Nonoalco Tlatelolco, México DF. En el Centro Cultural Universitario Tlatelolco.

## Docencia
La docencia se organiza en departamentos, cada departamento es dirigido por un jefe de departamento que le reporta el director de la Facultad.
Departamentos:
- Anatomía
- Anfiteatro
- Biología Celular y Tisular
- Bioquímica
- Cirugía
- Embriología
- Farmacología
- Fisiología
- Historia y Filosofía de la Medicina
- Informática Biomédica
- Integración de Ciencias Médicas
- Microbiología y Parasitología
- Psiquiatría y Salud Mental
- Salud Pública

## Oferta académica
Carreras en sistema escolarizado
- Combinados en Medicina
- Investigación Biomédica Básica.
- Médico Cirujano.
- Fisioterapia.
- Ciencia Forense.
- Neurociencias.
- Ciencias de la Nutrición Humana

Posgrado
Especialidades Médicas
- Alergia e Inmunología Clínica
- Alergia e Inmunología Clínica Pediátrica
- Anatomía Patología
- Anestesiología
- Angiologia y Cirugía Vascular
- Audiologia, Otoneurologia y Foniatria
- Biología de la Reproducción Humana
- Cardiología
- Cardiología Pediátrica
- Cirugía Cardiotoracica
- Cirugía Cardiotoracica Pediátrica
- Cirugía General
- Cirugía Oncológica
- Cirugía Plástica
- Cirugía Pediátrica
- Colproctologia
- Dermatología
- Dermatología Pediátrica
- Dermatopatologia
- Endocrinología
- Endocrinología Pediátrica
- Epidemiología

Maestrías
- Maestría en Ciencias Médicas, Odontológicas y de la Salud

Doctorados
- Doctorados en Ciencias Médicas, Odontológicas y de la Salud

## Resultados en el Examen Nacional para Aspirantes a Residencias Médicas
La Facultad de Medicina de la Universidad Nacional Autónoma de México se consolidó en 2023 como la institución educativa con el mejor desempeño en el Examen Nacional para Aspirantes a Residencias Médicas (ENARM). Con un total de 1,740 sustentantes presentados, logró que 949 fueran seleccionados, lo que representa una tasa de aceptación del 54.54 %, la más alta entre todas las escuelas y facultades de medicina del país. Además, sus egresados alcanzaron un promedio general de 59.28 puntos, superando significativamente la media nacional.

## Galería

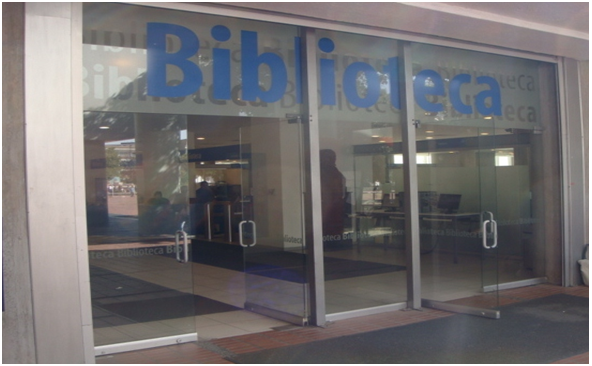
Biblioteca facultad de medicina UNAM
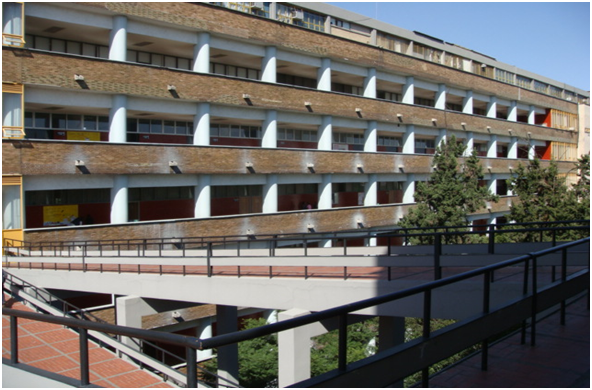
Salones de la facultad de medicina
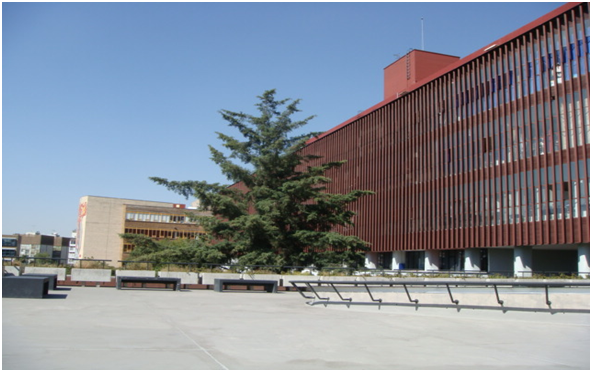
Edificio B, medicina